# Ekaterina D'jačenko
Ekaterina Vladimirovna D'jačenko (in russo Екатерина Владимировна Дьяченко?; Leningrado, 31 agosto 1987) è una schermitrice russa, medaglia d'oro nella sciabola a squadre alle Olimpiadi Rio de Janeiro 2016.
È la sorella di Aleksej D'jačenko.

## Palmarès
- Giochi olimpici

Rio de Janeiro 2016: oro nella sciabola a squadre.
- Mondiali

Torino 2006: bronzo nella sciabola a squadre.
Catania 2011: oro nella sciabola a squadre.
Kiev 2012: oro nella sciabola a squadre.
Budapest 2013: argento nella sciabola individuale e nella sciabola a squadre.
Kazan' 2014: bronzo nella sciabola individuale.
Mosca 2015: oro nella sciabola a squadre.
- Europei

Smirne 2006: oro nella sciabola a squadre.
Plovdiv 2009: argento nella sciabola individuale e nella sciabola a squadre.
Lipsia 2010: argento nella sciabola a squadre.
Sheffield 2011: bronzo nella sciabola a squadre.
Legnano 2012: oro nella sciabola a squadre.
Zagabria 2013: oro nella sciabola a squadre.
Strasburgo 2014: oro nella sciabola individuale e argento nella sciabola a squadre.
Montreux 2015: oro nella sciabola a squadre.
Toruń 2016: oro nella sciabola a squadre.